# Rodrigo Brasesco
Rodrigo Nicolás Brasesco Pérez (Montevideo, 25 gennaio 1986) è un ex calciatore uruguaiano, di ruolo difensore.

## Carriera
Brasesco ha iniziato la sua carriera nel Sud América, squadra della seconda divisione uruguaiana. Nel 2008 si trasferisce al Racing Montevideo, nella prima divisione uruguaiana. Schierato principalmente come titolare, nel 2009 ha aiutato il club a qualificarsi per la Coppa Libertadores per la prima volta nella sua storia.
Il 10 gennaio 2011 si trasferisce in prestito al D.C. United. Ha fatto il suo debutto in MLS in una partita contro il Columbus Crew.